# Kalle Väisälä
Kalle Väisälä, till 1906 Veisell, född 19 augusti 1893 i Kontiolax, död 16 september 1968 i Helsingfors, var en finländsk matematiker. Han var bror till meteorologen Vilho Väisälä och astronomen Yrjö Väisälä samt far till matematikern Jussi Väisälä.
Väisälä blev filosofie doktor 1917. Han var 1917–1922 docent vid Helsingfors universitet och samtidigt 1919–1922 professor vid universitetet i Dorpat och därefter professor vid Åbo universitet 1922–1938 och vid Tekniska högskolan i Helsingfors 1939–1960.
Som forskare ägnade sig Väisälä främst åt den högre algebran och åt talteorin.
Asteroiden 2805 Kalle är uppkallad efter honom.